# František Huf
František Huf (* 1981 Olomouc) je český kulturista a bývalý pornoherec.

## Kulturistická kariéra
Je vysoký 174 cm a jeho běžná váha je 92 kg. V roce 2002 získal titul mistra světa v kategorii juniorů do 80 kg. V roce 2005 pak vyhrál první místo na 5. ročníku mezinárodní soutěže Grand Prix Fitness Nutrend v kategorii open-kulturistika. Dne 21. dubna 2007 byl druhý na Mistrovství Moravy a Slezska v kulturistice mužů konaného v Odrách v kategorii do 82,5 kg a nominoval se na Mistrovství České republiky v kulturistice mužů konané 28. dubna 2007 v Orlové.

### Kontroverze
Dne 8. května 2009 byla u něj provedena dopingová kontrola a odhaleny metabolity metamfetaminu, následně mu byla zastavena činnost na 2 roky s platností od 10. října 2009. V roce 2010 však porušil zákaz činnosti a obdržel další dvouletý trest, a to od 19. září 2010. Po návratu, v roce 2013 znovu vyhrál titul absolutního mistra České republiky.

### Úspěchy
- 1997 – 1. místo na mistrovství České republiky mladšího dorostu
- 1998 – 1. místo na mistrovství Moravy a Slezska dorostu
- 1998 – 1. místo na mistrovství České republiky dorostu
- 1999 – 1. místo na mistrovství Moravy a Slezska dorostu
- 1999 – 1. místo na mistrovství České republiky
- 1999 – 1. místo na mistrovství České republiky juniorů
- 2001 – 1. místo na mistrovství světa juniorů ve Španělsku
- 2002 – 1. místo na mistrovství České republiky juniorů
- 2003 – přestup mezi mužskou kategorii
- 2005 – 1. místo + absolutní vítěz na Grand Prix Nutrend
- 2007 – 3. místo na mistrovství Evropy v Ázerbájdžánu
- 2007 - 1. místo + absolutní vítěz na Grand Prix Nutrend
- 2007 – 1. místo na Grand Prix Vyškov[9]
- 2007 – 1. místo na Grand Prix Opava
- 2007 – 1. místo + absolutní vítěz Pražského poháru
- 2007 – 3. místo na mistrovství světa ve Španělsku
- 2008 – 1. místo na mistrovství České republiky v kategorii Klasická kulturistika do 175 cm[10]
- 2008 – 1. místo na mistrovství Evropy ve Španělsku v kategorii Klasická kulturistika do 175 cm[11]
- 2009 – 1. místo ve váhové kategorii do 82,5 kg na mistrovství Moravy a Slezska ve Zbýšově u Brna[12]
- 2009 – absolutní mistr České republiky v kulturistice (na mistrovství v Jihlavě)[13][14]
- 2013 – 1. místo na mistrovství Moravy a Slezska ve Zbýšově[15]
- 2013 – absolutní mistr České republiky Praha
- 2015 - 1. místo na mistrovství Moravy a Slezska Ostrava
- 2015 - 1. místo na mistrovství České republiky Blansko

## Účinkováni v pornografii
Na počátku tisíciletí krátce účinkoval jako pornoherec. V gay pornografii spolupracoval s režiséry Janem Novákem (pod pseudonymem Boris Tomek) a Williamem Higginsem (s přezdívkou Bebe). Jako Mario Sarda natočil skupinovou scénu pro studio Bel Ami, která původně nebyla použita, avšak později se objevila ve výběrovém filmu Out at Last 3: Cocktails (2003).

## Soukromý život
Žije v Horce nad Moravou. Dne 3. června 2006 se oženil s manželkou Janou a má s ní syna Samuela Františka.